# 夢のチョコレート工場
『夢のチョコレート工場』（ゆめのチョコレートこうじょう、Willy Wonka & the Chocolate Factory）は、ロアルド・ダールの児童小説『チョコレート工場の秘密』（Charlie and the Chocolate Factory）を原作とした、1971年のアメリカ映画。
日本では劇場未公開だが、1980年代に全国の文化施設などでは『チョコレート工場の秘密』の題で上映が行われた（文部省選定）。その後、ワーナー・ブラザース・ホームエンターテイメントによって現題でソフトが発売された。

## 解説
- 脚本は原作者のダール自ら草稿を書いているが、その大半は映画スタッフによって改変された。映画はミュージカル仕立てになり、チャーリーの学校の担任の先生などの映画オリジナルキャラクターも出演している。また、チャーリーの父親は冒頭から不在となっている。
- 工場に入る子供に付く保護者は原作の2人から1人とし、この変更点は2005年の『チャーリーとチョコレート工場』にも受け継がれた。
- 本作の特色として「工場の入場に際しては、内部で起こり得る危険により生じる被害一切からワンカを免責する旨記された、膨大な長さの誓約書に署名を強いられる場面」があり、ここには欧米の訴訟社会特有のリーガル・カルチャーの影響が見られる。
- 工場で働くウンパ・ルンパは全て、何人もの身長の低い人物が演じた。
- 原作に描かれた「クルミを割るリス」の部屋は「金の卵を産むガチョウ」の部屋に差し替えられ、子供たちが酷い目にあった後に工場から出てくるシーンはカットされた。
- 原作の続編である『ガラスの大エレベーター』（Charlie and the Great Glass Elevator）も映画化が予定されていたが、本作の出来に満足しなかったダールが拒否したため、実現には至らなかった。
- 公開時には商業的成功に至らなかったが、独特のサイケデリックな雰囲気にカルト映画的な魅力を見いだしたファンも多い。
- アニメ『シンプソンズ』『デクスターズラボ』などのテレビ番組、マリリン・マンソンの楽曲などに本作品のパロディが見られるなど、欧米メディアに少なからず影響を与えている。
- 2017年にトムとジェリーとコラボしたアニメ『トムとジェリー 夢のチョコレート工場』が製作された際、吹き替え版の主題歌として横山だいすけが主題歌「Pure Imagination」をカバーしたものが使用されている。また、同作では罰を受けた直後のソルト親子のやり取りのシーンなどが追加されている。

## スタッフ
- 製作 - デヴィッド・P・ウォルパー、スタン・マーガリーズ
- 原作 - ロアルド・ダール
- 脚本 - ロアルド・ダール、デヴィッド・セルツァー（クレジットなし）
- 撮影 - アーサー・イベットソン
- 音楽 - ウォルター・シャーフ、アンソニー・ニューリー、レスリー・ブリッカス
- 美術監督 - ハーパー・ゴフ
- 監督 - メル・スチュアート

## キャスト
| 役名                       | 俳優                     | 日本語吹き替え | 日本語吹き替え           |
| 役名                       | 俳優                     | 施設上映版     | ディズニー・チャンネル版 |
| -------------------------- | ------------------------ | -------------- | ------------------------ |
| ウィリー・ワンカ           | ジーン・ワイルダー       | 富山敬         | 安原義人                 |
| ジョーおじいさん           | ジャック・アルバートソン | 島香裕         | 石森達幸                 |
| チャーリー                 | ピーター・オストラム     | 羽村京子       | 瀧本富士子               |
| ヘンリー・ソルト社長       | ロイ・キニア             |                | 長嶝高士                 |
| ベルーカ・ソルト           | ジュリー・ドーン・コール |                |                          |
| サム・ボーレガード氏       | レナード・ストーン       |                | 井上文彦                 |
| バイオレット・ボーレガード | デニス・ニッカーソン     |                | 木川絵理子               |
| ティービー夫人             | ノラ・デニー             |                |                          |
| マイク・ティービー         | パリ・テメン             |                |                          |
| グループ夫人               | ウルスラ・レイト         |                |                          |
| オーガスタス・グループ     | マイケル・ボルナー       |                |                          |
| チャーリーの母             | ダイアナ・ソウル         | 小原乃梨子     |                          |
| お菓子屋のビル             | オーブリー・ウッズ       |                | 谷口節                   |
| ターケンティン氏           | デビッド・バトルリー     |                |                          |
| アーサー・スラグワース氏   | ギュンター・マイスナー   |                | 井上文彦                 |
| ティンカー                 | ピーター・カペル         |                | 井上文彦                 |
| ヨペック氏                 | ヴェルナー・ヘイキング   |                |                          |
| ヴィンケルマン             | ピーター・スチュアート   |                |                          |
| ティービー氏               | マイケル・グッドリフ     |                | 長嶝高士                 |

- 施設上映版：提供はユーアイ映画社。配給はコムスター・インターナショナル。
- ディズニー・チャンネル版：同chでの放送用に製作された。ワーナー・ブラザース・ホームエンターテイメントから発売されたBlu-rayに初収録[3]。